# Cyclopogon
Genre
Synonymes
- Beadlea Small (1903)[1]
- Stigmatosema Garay (1980)[2]
- Cocleorchis Szlach. (1994)[3]
- Warscaea Szlach. (1994)[4]

Cyclopogon est un genre de plantes à fleurs de la famille des Orchidaceae (Orchidées), de la sous-famille des Orchidoideae, de la tribu des Cranichideae et de la sous-tribu des Spiranthinae.
L'espèce type est Cyclopogon ovalifolius C.Presl (1827).

## Répartition
Les espèces sont trouvées en Amérique (Amérique du Nord, Amérique centrale, Amérique du Sud, Caraïbes).

## Liste des espèces
Espèces incluses selon Kew Gardens 'World Checklist' (site visité le 12 décembre 2020):
- Cyclopogon adhaesus
- Cyclopogon alexandrae
- Cyclopogon antioquiensis
- Cyclopogon apricus
- Cyclopogon argyrifolius
- Cyclopogon argyrotaenius
- Cyclopogon bangii
- Cyclopogon bicolor
- Cyclopogon calophyllus
- Cyclopogon camara-lereti
- Cyclopogon carinianus
- Cyclopogon casanaensis
- Cyclopogon cearensis
- Cyclopogon chloroleucus
- Cyclopogon cochabambae
- Cyclopogon comosus
- Cyclopogon condoranus
- Cyclopogon congestus
- Cyclopogon cotylolabium
- Cyclopogon cranichoides
- Cyclopogon deminkiorum
- Cyclopogon draculoides
- Cyclopogon dressleri
- Cyclopogon dusenii
- Cyclopogon dutrae
- Cyclopogon elatus
- Cyclopogon eldorado
- Cyclopogon elegans
- Cyclopogon ellipticus
- Cyclopogon epiphyticus
- Cyclopogon estradae
- Cyclopogon eugenii
- Cyclopogon furculus
- Cyclopogon fuscofloralis
- Cyclopogon garayanus
- Cyclopogon gardneri
- Cyclopogon goodyeroides
- Cyclopogon gracilis
- Cyclopogon graciliscapus
- Cyclopogon hatschbachii
- Cyclopogon hennisianus
- Cyclopogon hirtzii
- Cyclopogon iguapensis
- Cyclopogon inaequilaterus
- Cyclopogon itatiaiensis
- Cyclopogon laxiflorus
- Cyclopogon lindleyanus
- Cyclopogon longibracteatus
- Cyclopogon luerorum
- Cyclopogon lunulatus
- Cyclopogon luteoalbus
- Cyclopogon macer
- Cyclopogon macrobracteatus
- Cyclopogon maderoi
- Cyclopogon maldonadoanus
- Cyclopogon millei
- Cyclopogon miradorensis
- Cyclopogon multiflorus
- Cyclopogon neglectus
- Cyclopogon odileanus
- Cyclopogon oliganthus
- Cyclopogon olivaceus
- Cyclopogon organensis
- Cyclopogon ovalifolius
- Cyclopogon paludosus
- Cyclopogon papilio
- Cyclopogon pedicellatus
- Cyclopogon pelagalloanus
- Cyclopogon peruvianus
- Cyclopogon plantagineus
- Cyclopogon prasophylloides
- Cyclopogon prasophyllus
- Cyclopogon pringlei
- Cyclopogon proboscideus
- Cyclopogon pululahuanus
- Cyclopogon rimbachii
- Cyclopogon saccatus
- Cyclopogon secundum
- Cyclopogon sillarensis
- Cyclopogon soniae-juaniorum
- Cyclopogon spiranthoides
- Cyclopogon stenoglossus
- Cyclopogon subalpestris
- Cyclopogon tandapianus
- Cyclopogon taquaremboensis
- Cyclopogon torusus
- Cyclopogon trifasciatus
- Cyclopogon truncatus
- Cyclopogon variegatus
- Cyclopogon venustus
- Cyclopogon vittatus
- Cyclopogon warmingii
- Cyclopogon werffii
- Cyclopogon williamsii

## Publication originale
- Karel Bořivoj Presl, 1827. Reliquiae Haenkeanae 1(2): 93, pl. 13.